# L'uomo che vide la morte
L'uomo che vide la morte è un film muto italiano del 1920 diretto da Luigi Romano Borgnetto.